# Blaine (Minnesota)
Pour les articles homonymes, voir Blaine.
Blaine est une ville du comté d'Anoka qui s’étend également sur le comté de Ramsey, dans le Minnesota, aux États-Unis. Lors du recensement de 2020, sa population s’élevait à 70 222 habitants.

## Démographie
| Groupe            | Blaine | Minnesota | États-Unis |
| ----------------- | ------ | --------- | ---------- |
| Blancs            | 84,0   | 85,3      | 72,4       |
| Asiatiques        | 7,8    | 4,0       | 4,8        |
| Afro-Américains   | 3,7    | 5,2       | 12,6       |
| Métis             | 2,7    | 2,4       | 2,9        |
| Autres            | 1,2    | 2,0       | 6,4        |
| Amérindiens       | 0,5    | 1,1       | 0,9        |
| Total             | 100    | 100       | 100        |
|                   |        |           |            |
| Latino-Américains | 3,2    | 4,7       | 16,7       |

Selon l'American Community Survey, pour la période 2011-2015, 85,87 % de la population âgée de plus de 5 ans déclare parler anglais à la maison, alors que 2,88 % déclare parler l'espagnol, 1,73 % le vietnamien, 1,60 % une langue africaine, 1,29 % une langue hmong, 0,91 % le russe, 0,86 % l'arabe, 0,64 % le gujarati et 4,22 % une autre langue.

## Personnalités
- David Backes, joueur de hockey sur glace.